# SC DHfK Leipzig (handball)
Ne pas confondre avec le club féminin de handball du HC Leipzig.
Actualités
Le  SC DHfK Leipzig Handball  est la section handball du club omnisports du SC DHfK Leipzig situé à Leipzig en Allemagne.
Le club évolue à nouveau en Bundesliga  depuis la Saison 2015-2016.

## Histoire
Le SC DHfK Leipzig Handball naît en même temps que l’institut supérieur des sports de Leipzig, la Deutsche Hochschule für Körperkultur, véritable « usine à champions » de la République démocratique allemande des années 1950 aux années 1980. Montée en première division nationale en 1957, l’équipe masculine domine les années 1960 avec six titres de champion et une Coupe d’Europe des clubs champions en 1966. L’équipe féminine disparaît en 1966.
En 1975, les autorités décident de dissoudre l’équipe et de faire passer tous les joueurs dans l’autre club de la ville, le SC Leipzig. Sacré champion en 1979, le SC Leipzig se dissout en 1993, et le SC DHfk renaît alors de ses cendres pour deux années seulement, le club disparaissant à nouveau en 1995. 
Enfin, le club est relancé pour la troisième fois en 2007, au plus bas niveau du handball allemand. Il retrouve l'élite allemande lors de la Saison 2015-2016.

## Parcours
| Saison    | Championnat   | Rang     | Pts      | MJ       | V        | N        | D        | Bp       | BC       | Diff.    | Meilleur buteur                  |
| --------- | ------------- | -------- | -------- | -------- | -------- | -------- | -------- | -------- | -------- | -------- | -------------------------------- |
| 2014-2015 | 2. Bundesliga | 1er      | 62       | 38       | 29       | 4        | 5        | 1069     | 919      | +150     | Philipp Weber (193/64)           |
| 2015-2016 | 1. Bundesliga | 11e      | 30       | 32       | 13       | 4        | 15       | 0856     | 904      | -48      | Philipp Weber (164/77)           |
| 2016-2017 | 1. Bundesliga | 8e       | 35       | 34       | 16       | 3        | 15       | 0883     | 871      | +12      | Andrzej Rojewski (114/27)        |
| 2017-2018 | 1. Bundesliga | 8e       | 37       | 34       | 17       | 3        | 14       | 0867     | 854      | +13      | Philipp Weber (127/36)           |
| 2018-2019 | 1. Bundesliga | 11e      | 27       | 34       | 12       | 3        | 19       | 0861     | 871      | -10      | Philipp Weber (176/31)           |
| 2019-2020 | 1. Bundesliga | 8e       | 27       | 26       | 13       | 1        | 12       | 714      | 714      | ±0       | Franz Semper (100)               |
| 2020-2021 | 1. Bundesliga | 6e       | 42       | 38       | 19       | 4        | 15       | 1017     | 1019     | -02      | Lucas Krzikalla (156/99)         |
| 2021-2022 | 1. Bundesliga | 9e       | 33       | 34       | 14       | 5        | 15       | 891      | 893      | -02      | Šime Ivić (de) (127/28)          |
| 2022-2023 | 1. Bundesliga | 11e      | 31       | 34       | 14       | 3        | 17       | 999      | 1013     | -14      | Viggó Kristjánsson (de) (135/57) |
| 2023-2024 | 1. Bundesliga | en cours | en cours | en cours | en cours | en cours | en cours | en cours | en cours | en cours | en cours                         |

## Palmarès
- Coupe des clubs champions (1) : 1966
- Championnat d'Allemagne de l'Est (6) : 1959, 1960, 1961, 1962, 1965, 1966